# Xã Dobson, Quận Poinsett, Arkansas
Xã Dobson (tiếng Anh: Dobson Township) là một xã thuộc quận Poinsett, tiểu bang Arkansas, Hoa Kỳ. Năm 2010, dân số của xã này là 170 người.